# Дин, Коллин
Коллин Дин (англ. Collin Dean) — американский актёр озвучивания. Более известен по озвучиванию Грега из мультсериала «По ту сторону изгороди» и Линкольна Лауда из мультсериала «Мой шумный дом».

## Биография
Коллин Дин родился 8 января 2005 года в городе Гилберт, штат Аризона, США.
Его карьера озвучивания началась ещё в 2010 году, когда ему было всего 5 лет. Его первой работой стал небольшой японский мультфильм «Welcome to the Space Show», где был актёром дубляжа Хироси. После этого озвучивал некоторых персонажей из проектов «Время приключений» и «Монстры на каникулах». В 2013—2014 годах озвучивал главных героев из мультсериала «По ту сторону изгороди» вместе с Элайджей Вудом. В настоящее время озвучивает Линкольна Лауда в мультсериале «Мой шумный дом», сменив Гранта Палмера, у которого начал меняться голос с 17 эпизода сериала.

## Фильмография
| Годы               | Название               | Роль                    |
| ------------------ | ---------------------- | ----------------------- |
| 2012               | Монстры на каникулах   | Дополнительные роли     |
| 2013; 2014         | По ту сторону изгороди | Грег                    |
| 2013-2016          | Время приключений      | Тиффани, конфетные дети |
| 2016               | Доки                   | Дополнительные роли     |
| 2016 — наст. время | Мой шумный дом         | Линкольн Лауд           |

### Дубляж
- 2010: Welcome to the Space Show — Хироси